# Rebel (luchadora)
Tanea Brooks (8 de septiembre de 1978) es una mánager de lucha libre profesional, luchadora profesional, modelo, actriz y bailarina estadounidense, conocida por el nombre de Rebel, quien actualmente trabaja para All Elite Wrestling.

## Primeros años
Tanea Brooks nació y se crio en Owasso, Oklahoma. Brooks se convirtió en una animadora de los Dallas Cowboys a la edad de 18 años, en el que apareció en la portada del calendario de las Dallas Cowboys Cheerleaders en traje de baño. Ella es una amiga de mucho tiempo de Christy Hemme desde que trabajaron juntas en el antiguo grupo de danza de Hemme "Purrfect Angelz". Tanea eventualmente se mudó a Los Ángeles para continuar su carrera en la actuación, modelaje y baile. Brooks asistió a la academia de maquillaje de Napoleon Perdis, donde ella se convirtió en cosmetóloga. Ella previamente había jugado para la Lingerie Football League.

## Carrera en lucha libre profesional

### Total Nonstop Action Wrestling (2014–2016)
Brooks fue contratada por la Total Nonstop Action Wrestling después de que su amiga de largo tiempo y exmiembro de las "Purrfect Angelz" Christy Hemme se lo sugirió. En mayo de 2014, Brooks debutó en la TNA bajo el nombre de Rebel como parte del nuevo stable de Knux llamado The Menagerie, compuesta por él mismo, Rebel, Crazzy Steve y The Freak. Rebel hizo su debut en el ring en el episodio del 18 de septiembre de Impact Wrestling, haciendo equipo con Crazzy Steve y Knux en una lucha en equipos, donde perdieron contra el equipo de The BroMans y Velvet Sky. En el siguiente episodio de Impact Wrestling, Rebel compitió en un Knockouts Battle Royal, que fue ganada por Havok. Ella tuiteó el 10 de agosto que se había fracturado el brazo durante la Knockouts Battle Royal. El 15 de mayo hizo su regreso para que junto a Brooke fueran derrotadas por The Dollhouse (Jade y Marti Bell).
Rebel cambiaría a Heel después de aliaríse con The Dollhouse bajo órdenes de la líder, Taryn Terrell. Durante los meses posteriores después de la repentina salida de Taryn de Impact Wrestling, Rebel junto a sus nuevas compañeras empezarían feudos con The Beautiful People (Angelina Love, Madison Rayne y Velvet Sky), Gail Kim y Awesome Kong, esta última terminaría por unirseles. The Dollhouse se disolvería después de la constantes fricciones que Jade y Marti tenían entre sí, poco después Tanea (Rebel) oficializó su renuncia.

### Regreso a Impact Wrestling (2017 - 2018)
El 2 de marzo del 2017, durante las grabaciones de Impact Wrestling, Rebel regreso para  Knockouts Knockdown 2017, donde fue derrotada por ODB.
El 6 de abril de 2017, Rebel salió derrotada en una gauntlet match en la que se determinaría a la retadora de Rosemary. En episodios posteriores saldría derrotada por Sienna, Taya Valkyrie y Katarina Waters.

### Ohio Valley Wrestling (2014–2019)
Total Nonstop Action Wrestling anunció que ella está entrenando a tiempo completo en Ohio Valley Wrestling. En julio, Rebel hizo su debut en el ring compitiendo en un pre-show dark match para Ohio Valley Wrestling contra la dos veces ex Campeona Femenina de OVW Jessie Belle, con Rebel consiguiendo una inesperada victoria. Rebel hizo su próxima aparición en OVW en la edición del 24 de julio de OVW, derrotando a Mary Elizabeth Monroe en un dark match después del show. En la edición del 30 de julio de OVW, Rebel perdió ante Mary Elizabeth Monroe en un dark match en el pre-show vía sumisión. En Saturday Night Special el 2 de agosto, Rebel derrotó a Mary Elizabeth.

### All Elite Wrestling (2019-presente)
Se informó por Wrestling Observer en agosto de 2019 que Brooks había sido contratado para un rol entre bastidores con All Elite Wrestling (AEW), para hacer el pelo y el maquillaje para la division femenina. Brooks la haría debutar en la pantalla como Rebel en el episodio del 29 de abril de 2020 de Dynamite, actuando como maquilladora para la Dr. Britt Baker D.M.D, que la llamaba incorrectamente "Reba".

## Otros medios
Brooks apareció en el video de Trace Adkins "Honkey Tonk Badonkadonk". Ella también apareció en el video del dúo Brooks & Dunn "Play Something County." Brooks ha sido bailarina para el show Foxworthy's Big Night Out. En el año 2002, hizo su debut como actriz en un corto titulado Sweet Friggin' Daisies. Ella apareció en la serie de telerrealidad Full Throttle Saloon durante tres años haciendo apariciones. En 2010, apareció en el corto Hello. En 2011, apareció en El encantador de perros en el episodio "Mufasa and Tucker".

## En lucha
- Movimientos finales
  - FBG – Flying Booty Guillotine[18] (Split-legged leg drop)[14] – 2014–presente; adoptado de Christy Hemme[18]
  - Diving Double Foot Stomp
- Elevated Vertical Sideslam
- Movimientos de firma
  - Reverse Russian legsweep[11][14]
  - Small package[11]
  - Standing Axe Kick
- Luchadores dirigidos
  - Knux[5]
  - Crazzy Steve[5]
  - The Freak[5]
  - Dr. Britt Baker D.M.D